# Psylliodes cerenae
Psylliodes cerenae is een keversoort uit de familie bladkevers (Chrysomelidae). De wetenschappelijke naam van de soort werd in 2003 gepubliceerd door Gok, Doguet & Cilbiroglu.